# Гундивинди
Гундивинди (Гандиви́нди, англ. Goondiwindi /ɡʌndəˈwɪndi/) — город в юго-восточной части австралийского штата Квинсленд, центр одноимённого района местного самоуправления. Население города по оценкам на 2006 год составляло примерно 5,6 тысяч человек, а население всего района — 11 тысяч человек (2008 год). Ближайший крупный город — Брисбен (расположен в 300 километрах на северо-востоке).

## Интересные факты
Город упоминается неоднократно в романе Колин Маккалоу  "Поющие в терновнике".

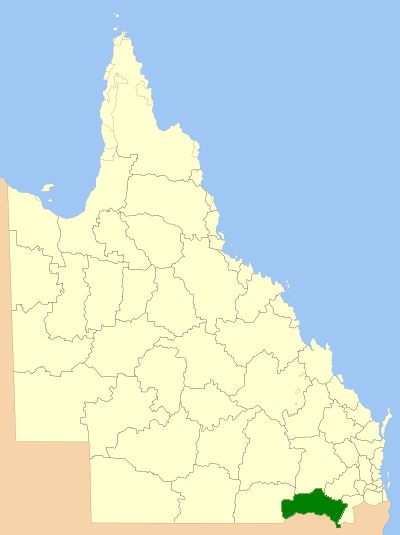
Расположение района